# Anton Postupalenko
Anton Andrijovyč Postupalenko (in ucraino Антон Андрійович Поступаленко?; Charkiv, 28 agosto 1988) è un ex calciatore ucraino, di ruolo centrocampista.

## Carriera

### Club
Ha giocato nella prima divisione ucraina ed in quella bielorussa.

### Nazionale
Ha giocato nelle nazionali giovanili ucraine Under-18, Under-19 ed Under-21.